# Rödhalsad dammlöpare
Rödhalsad dammlöpare (Acupalpus flavicollis) är en skalbaggsart som först beskrevs av Sturm 1825.  Rödhalsad dammlöpare ingår i släktet Acupalpus, och familjen jordlöpare. Arten är reproducerande i Sverige.

## Bildgalleri

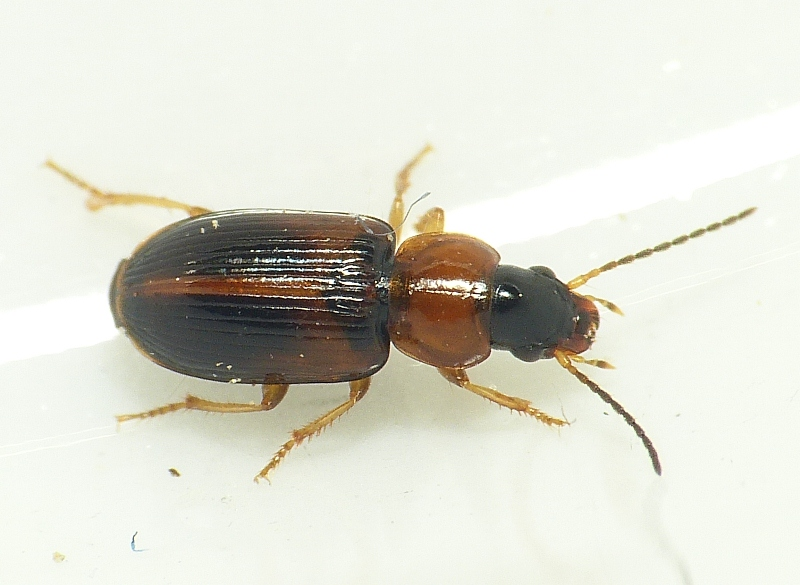